# Coniophanes dromiciformis
Coniophanes dromiciformis (змія-бігун Петерса) — вид змій родини полозових (Colubridae). Ендемік Еквадору.

## Поширення і екологія
Змії-бігуни Петерса мешкають на західному узбережжі Еквадору, зокрема в провінції Гуаяс. Вони живуть в сухих листяних лісах і мангрових заростях.

## Збереження
МСОП класифікує цей вид як вразливий. Coniophanes dromiciformis загрожує знищення природного середовища.